# Kehlsteinhaus
 Denne artikel bør gennemlæses af en person med fagkendskab for at sikre den faglige korrekthed.

Kehlsteinhaus, også kaldet Ørnereden (Engelsk: Eagle's Nest), er bygget på toppen af bjerget Kehlstein (1834 m) i Obersalzberg i Sydtyskland.
Huset var et projekt af Martin Bormann, og var, i modsætning til en udbredt myte, ikke en gave til Hitler på hans 50-års fødselsdag.
Byggeriet stod på over en 13 måneders periode, før den formelle præsentation for Hitler i 1939. Med beliggenheden på toppen af bjerget Kehlstein var det et meget krævende byggeri, der kom til at koste 30 millioner Reichsmark (150 millioner euro).
Mange har ofte postuleret, at det var kz-fanger og slavearbejdere, der udførte det ekstremt hårde arbejde med at bygge vejen op til parkeringspladsen, tunnelen og elevatorskakten. Der foreligger dog overhovedet ingen dokumentation for eller beviser af nogen art, til at underbygge denne påstand.
Derimod ligger det fast, at der på grund af arbejdets meget specielle karakter og sværhedsgrad, og den meget stramme tidsplan, blev hentet specialister fra rundt om i Europa til at udføre og lede arbejdet. 
Hitler besøgte kun huset 5 gange, da han led af højdeskræk og foretrak det lavere beliggende Berghof. Andre teorier siger, at han grundet sin øreskade fra 1. verdenskrig led af migræne og andre balanceproblemer, når han var i højderne.[kilde mangler] En tysk ubådsmotor i bunden af skakten sørgede for strøm og varme. 
De allierede forsøgte den 25. april 1945 at bombe Kehlsteinhus fra luften, men pga. meget sne mislykkedes det. Til gengæld blev hele kæmpeområdet(10 km2) Obersalzberg med Hitlers Berghof og de andre nazikoryfæers huse samt den store SS-kaserne ødelagt. Kehlsteinhus er et af de få mindesmærker fra nazi-tiden, som står næsten uberørt. På grund af husets tidligere anvendelse var det relativt hemmeligholdt indtil starten af 1960'erne, hvor det blev overdraget til en velgørende institution. 
Det er muligt at besøge stedet via de lokale turistmyndigheder og en helt speciel bustur. Fra Obersalzberg køres ad en 6,5 km smal bjergvej med et svimlende ud- og nedsyn, snævre tunneler og et enkelt hårnålesving til P-plads. Via en tunnel føres man til en højglanspoleret messingelevator, der kører 124 m lodret op til selve huset eller reden. Herfra er der på en klar dag et udsyn på op til 200 km bl.a. til de nærliggende byer: Salzburg og Berchtesgaden. På tidlige morgenture kan man få rundvisning i selve huset, som nu er omdannet til restaurant. Fra middagstid og herefter er der kun adgang til huset som spisende gæst. Desuden findes også nazidokumentationscentret i forbindelse med Kehlsteinhaus.
26. el. 27.08.2010 i DR2's udsendelse: Hitlers livvagter fortælles om Kehlsteinhaus/Ørnereden, at Hitler ikke var der så ofte, da han var bange for at elevatoren op til huset skulle gå i stå, og at han skulle blive "fanget" der.
Af det meget materiale, som findes omkring Obersalzberg, kan fastslås, at Hitler efter ølstuekuppet og forbud mod nazipartiet, holdt sig skjult i en hytte på Obersalzberg nær sin søster og hendes mands hus. Hun sørgede for mad og tøj etc. til sin broder Adolf. Herved fik han et godt kendskab til terrænet, og da han kom til magten 31. januar 1933, smed han efter 5 måneder sin søster og hendes mand ud af deres hus og byggede det om til "Sit Berghof". I 1936 begyndte han at opkøbe de omliggende huse, gårde og hoteller/gasthaus – i alt 27 gårde, huse og hoteller mod deres vilje, og 400 mennesker blev tvunget væk. Martin Bormann blev overdraget projektet, og han indrammede de 262 hektar med et 27 km langt pigtrådshegn bevogtet af SS samt byggede huse til Göring, Rudolf Hess,og andre inkl. sig selv, ligesom der blev bygget bunkere. Hitler skrev bl.a. en del af Mein Kampf her og holdt meget af stedet[kilde mangler].